# 马少波
马少波（1918年3月8日—2009年11月29日），原名马志远，笔名郊坡、志援、苏扬、红石等，男，山东掖县人，中国戏曲理论家、评论家、剧作家，中国戏剧家协会理事，曾任中国戏曲研究院副院长。